# 南非防衛軍
南非防衛軍（南非語： Suid-Afrikaanse Weermag ）是1957年至1994年期間南非的軍隊。 1994年，南非防衛軍被南非國防軍取代。
南非防衛軍主要由南非白人组成，因為南非只有南非白人才必須服兵役。 南非防衛軍陆军中 85% 的人讲南非語。 